# Ada Ciganlija
Ada Ciganlija je rečni otok na Savi v Beogradu, ki je bil umetno spremenjen v polotok. To je tudi ime za sosednje Savsko jezero, ki je nastalo z zajezitvijo Save in plaže na jezeru. Ada Ciganlija se je v zadnjih nekaj desetletjih spremenila iz kraja, znanega po zaporu in izvrševanju smrtnih kazni, v izjemno priljubljeno večnamensko rekreacijsko območje v Beogradu, znano po plažah in športnih objektih, ki jih poleti več kot 100.000 obiskovalcev ob delavnikih in do 300.000 obiskovalcev ob vikendih. Ada Ciganlija se zaradi svoje priljubljenosti v slengu pogosto imenuje beograjsko morje.

## Geografija
Na reki Savi, v neposredni bližini izliva v Donavo, le 4 km od centra Beograda, je nekdanji otok, zdaj polotok Ada Ciganlija. Ada, poraščena z gostim listnatim gozdom, prepredena z jasami in travniki, je postala največje, najlepše in najbolj obiskano izletniško mesto, kopališče in letovišče Beograjčanov.
Nekateri kronisti najdejo ime tega otoka v zloženki keltskih besed singa (otok) in lia (podvodna dežela), od koder je nastala beseda Singalia, iz katere bo v poznejšem prepisu nastala beseda cigan. Ada je bila označena kot redek naravni vir že od Đorđe Petrovića in kneza Miloša Obrenovića, leta 1821 pa je bila razglašena za nacionalno dobro, kar je še danes. Spodnja in zgornja pregrada na kraku reke Save sta bili zgrajeni leta 1967, tako da je Beograd dobil edinstveno jezero, dolgo 4,2 km, s povprečno širino 200 m in globino 4-6 m. V dneh poletne sezone se tu kopa ali kako drugače rekreira do 300.000 obiskovalcev. Skupna površina Ade Ciganlije z Ado Međico in vodnim parkom je 800 hektarjev.
Na otoku je tudi naselje Partizan, ki ima pogosto težave s poplavami. Ob pristopu k jezeru je zbirka kamnitih skulptur, ki pritegne veliko pozornost turistov. Formacija se imenuje Kamnito mesto in je delo kiparja Ratka Vulanovića.

## Rastlinstvo in živalstvo
Ada Ciganlija je nedvomno ena osrednjih ekoloških točk, saj ima zaradi ugodne kombinacije vpliva vodnih površin in gozdnih kompleksov nenavadno specifično mikroklimo, za katero je značilna povečana zračna vlaga in nekoliko nižje poletne dnevne temperature v primerjavi z drugimi deli mesta. Glavna klimatogena vegetacija Ade so hrastovi in brestovi gozdovi. Sredi dvajsetega stoletja se je bistveno obogatila z uvedbo ameriškega topola in zelenega jesena. Najbolj divji deli so prekriti z neobdelanim rastlinjem, ki otežuje prehodnost, hkrati pa spodbuja raziskovalno strast in pustolovski duh polotoka. Ada Ciganlija je bogata z živalskim svetom, z najštevilčnejšimi združbami ptic, še posebej ogroženih vrank, pa divjih rac in galebov, pa tudi fazanov in prepelic. Ada je tudi eden redkih »mestnih« krajev, kjer še lahko vidite srnico ali zajca v naravi. Za ribiče je tu tudi Ada Safari Lake.
Na Adi Ciganliji najdemo tudi ogrožene vrste ptic, med katerimi je še posebej pomembna mala vrana (Phalacrocorax pygmeus), ki zimske noči preživlja med vrbami na spodnji točki Ade. Z izsušitvijo Pancevaškega rita je ta vrsta v okolici Beograda tako rekoč izumrla, da bi se vrnila pol stoletja kasneje, in to samo na prezimovanje. V kategorizaciji vrst, ki potrebujejo evropsko zaščito (SPEC), je uvrščena v prvo skupino - globalno ogrožene vrste z neugodnim varstvenim statusom v Evropi. V Srbiji je zaščitena kot »naravna redkost«, in je z Uredbo o naravnih redkostih prepovedano poseganje v njihove habitate (Uradni list RS, 50/93).

## Plaža
Plaža ob Savskem jezeru je v celoti urejena in opremljena s potrebno infrastrukturo, kar jo uvršča med največje in najlepše plaže na umetnih jezerih v Evropi. Voda Savskega jezera je toplejša od reke in čistejša, zato je jezero primerno za množično rekreacijo. Savsko jezero je s svojo lego, kakovostjo vode, opremljenostjo objektov in dolžino prog zelo primerno za vrhunska tekmovanja na mirnih vodah. Jezero je primerno za plavanje, veslanje, kajak, vaterpolo, potapljanje, jadranje na deski in druge športe, zato so na njem potekala že več svetovnih in domačih prvenstev.

## Šport
Na Adi Ciganliji je več kot 50 različnih zunanjih športnih igrišč, vključno z igriščem za golf in žičnico za smučanje na vodi. Na voljo so nogometno igrišče, igrišča za tenis, rokomet, odbojko in košarko, pa tudi igrišča za bajzbol, ragbi in hokej na travi, vlečnica za smučanje na vodi. Na voljo so tudi igrišča za odbojko na mivki in vodni nogomet, od ekstremnih športov pa: bungee jump, umetna stena in paintball. Na Adi deluje tudi več veslaških klubov, kot so Crvena zvezda, Partizan, Grafičar. Na Adi Ciganliji je nedavno potekala dirka okoli Savskega jezera.
Ada Ciganlija je kulturno in zabavno središče Beograda, še posebej poleti. Organizirajo se številne prireditve, na katerih sodelujejo najbolj znani pisatelji, dramski in zabavni umetniki, kulturno-umetniška društva, pevski zbori, orkestri in amaterji z različnih področij. Adino gostinsko ponudbo sestavlja na desetine rustikalnih restavracij, raft-restavracij in hiš na vodi, ki s svojo vsebino ohranjajo in negujejo boemsko tradicijo Beograda. Ob vhodu je parkirišče za tisoč vozil in marina v zalivu Čukarica, primerna za privez čolnov, jaht in manjših ladij. Obiskovalcem Ade Ciganlije so na voljo tudi trgovine, prostori za piknik, balinišče, mini golf, konjske vprege, turistični voziček, pedalini in sandolini za vožnjo po jezeru ter eko čoln na električni pogon.

## Most na Adi
Leta 2008 se je na samem koncu Ade Ciganlije začela gradnja cestnega in železniškega mostu, ki povezuje občini Novi Beograd in Čukarica. Most je načrtovan kot del beograjskega Notranjega magistralnega pol obroča, ki bi povezoval Novi Beograd in Zvezdaro. Idejno rešitev za most je dalo slovensko podjetje Ponting, ki je zmagalo na natečaju leta 2004 v konkurenci 11 podjetij. Projektanta mostu sta konstruktor Viktor Markelj in arhitekt Peter Gabrielčič. Zmagovalno idejno rešitev je soglasno določila strokovna žirija, ki ji je predsedoval Nikola Hajdin, predsednik Srbske akademije znanosti in umetnosti in projektant beograjskega Novega železniškega mostu.
Most je po zasnovi most s poševnimi zategami z enim pilonom ter ekscentrično postavljenimi poševnimi zategami. Glavni most je dolg 929 metrov, ima šest pasov, dve stezi za pešce in dva tira za bodoči metro. Širina mostu je 45,04 metra. Pilon mostu je visok 200 metrov in od njega potekajo napenjala, ki držijo del nosilne konstrukcije čez Savo. Dolžina glavnega razpona je 376 metrov. Uradno so ga odprli na silvestrovo med 31. decembrom 2011 in 1. januarjem 2012. V letu 2012 so se nadaljevala dela na dostopnih cestah in tudi dela na izgradnji železniškega sistema.

## Galerija
- Most na Adi
- Ada Safari
- Ada Ciganlija pozimi
- Eden od vhodov na polotok